# Ciclismo nos Jogos Pan-Americanos de 1979
As competições de ciclismo nos Jogos Pan-Americanos de 1979 foram realizadas em San Juan, Porto Rico. Esta foi a oitava edição do esporte nos Jogos Pan-Americanos, tendo sido disputada apenas por homens.

## Masculino

### Corrida individual 1.000 m (Pista)
| POSIÇÃO | CICLISTA               |
| ------- | ---------------------- |
|         | Gordon Singleton (CAN) |
|         | Jesús Pérez (CUB)      |
|         | Dagoberto Pino (CUB)   |

### Contra o relógio individual 1.000 m (Pista)
| POSIÇÃO | CICLISTA               |
| ------- | ---------------------- |
|         | Gordon Singleton (CAN) |
|         | David Weller (JAM)     |
|         | Richard Tormen (CHI)   |

### Perseguição individual de 4.000 m (Pista)
| POSIÇÃO | CICLISTA              |
| ------- | --------------------- |
|         | Claude Langlois (CAN) |
|         | Fernando Vera (CHI)   |
|         | Juan Rivera (CUB)     |

### Perseguição por equipes de 4.000 m (Pista)
| POSIÇÃO | CICLISTA  |
| ------- | --------- |
|         | Chile     |
|         | Cuba      |
|         | Argentina |

### Corrida individual (Estrada)
| POSIÇÃO | CICLISTA             |
| ------- | -------------------- |
|         | Carlos Cardet (CUB)  |
|         | Bernardo Colex (MEX) |
|         | Gonzalo Marín (COL)  |

### Contra o relógio por equipes (Estrada)
| POSIÇÃO | CICLISTA       |
| ------- | -------------- |
|         | Estados Unidos |
|         | Cuba           |
|         | Canadá         |

## Quadro de medalhas
| Ordem | País               | Medalha de ouro | Medalha de prata | Medalha de bronze |    |
| ----- | ------------------ | --------------- | ---------------- | ----------------- | -- |
| 1     | CAN Canadá         | 3               |                  | 1                 | 4  |
| 2     | CUB Cuba           | 1               | 3                | 2                 | 6  |
| 3     | CHI Chile          | 1               | 1                | 1                 | 3  |
| 4     | USA Estados Unidos | 1               |                  |                   | 1  |
| 5     | JAM Jamaica        |                 | 1                |                   | 1  |
|       | MEX México         |                 | 1                |                   | 1  |
| 7     | ARG Argentina      |                 |                  | 1                 | 1  |
|       | COL Colômbia       |                 |                  | 1                 | 1  |
| TOTAL | TOTAL              | 6               | 6                | 6                 | 18 |

## Ligação externa
- Jogos Pan-Americanos de 1979